# Pieczek
Der Pieczek (deutsch Pietschker Berg) ist ein 181 Meter hoher Hügel  in der polnischen Woiwodschaft Pommern.

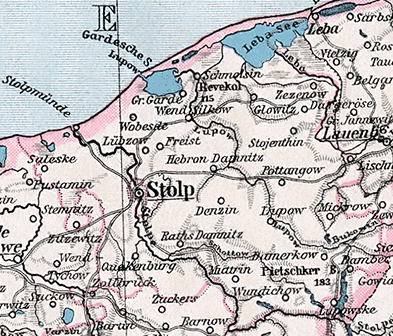
Der Pietschker Berg südöstlich von Stolp und westlich des Jessener Sees auf einer Landkarte von 1905.

## Geographische Lage
Der Pieczek liegt in Hinterpommern, südöstlich von Słupsk (Stolp) und westlich des Jezioro Jasień (Jessener See) sowie westlich des Dorfs Jerzkowice (Jerskewitz). Südwestlich des Hügels befindet sich das Dorf Unichowo (Wundichow).
Der Pieczek (Pietschker Berg) ist mit 181,60 Metern Höhe vor der Erhebung Rowokół (Revekol) mit 115 Metern Höhe die größte Erhebung im Gebiet des ehemaligen Landkreises Stolp.